# آسا (اسم)
آسا هو اسم أنثوي من أصل أفريقي بربري، يعني «اليوم». وقد منحت 46 مرة في عام 2006 في فرنسا.